# Trachylepis spilogaster
Trachylepis spilogaster este o specie de șopârle din genul Trachylepis, familia Scincidae, descrisă de Wilhelm Peters în anul 1882. Conform Catalogue of Life specia Trachylepis spilogaster nu are subspecii cunoscute.